# DH5-알파 셀
DH5-알파 셀(DH5α, DH5a, DH5-alpha Cells)은 형질 전환 효율을 극대화하기 위해 제작된 대장균 세포이다.  DH5α 이름은 미국의 생물학자 더글라스 하나한(Douglas Hanahan)에서 유래한다. 세포는 플라스미드 삽입을 돕는 3개의 돌연변이 recA1, endA1 및 청색 백색 스크리닝을 가능하게하는 lacZM15에 의해 정의된다.  세포는 수용성상태(competent)이고 종종 원하는 플라스미드를 삽입하기 위해 염화칼슘 형질전환과 함께 사용된다.  4가지 형질 전환 방법과 6가지 세균 균주에 대한 연구에서 가장 효과적인 것은 하나한(Hanahan) 방법을 사용한 DH5 균주였다.

## 돌연변이
- recA1 돌연변이는 RecA 폴리펩티드의 글리신 160을 아스파르트 산 잔기로 대체하는 단일점 돌연변이이며[3] 재조합효소의 활성을 억제하고 상동 재조합을 불활성화시킨다.
- endA1 돌연변이는 세포 내 엔도뉴클레아제(endonuclease)를 불활성화하여 플라스미드 정제 과정(Miniprep)에서 이 효소가 플라스미드를 분해하지 못하도록 한다.[4]